# Randy VanWarmer
Randy VanWarmer, rodným jménem Randall Van Wormer, (30. března 1955 – 12. ledna 2004) byl americký zpěvák a kytarista. Pochází z Colorada, ve dvanácti mu při autonehodě zemřel otec a o tři roky později se s matkou přestěhoval Cornwallu v Anglii. Své první album s názvem Warmer vydal v roce 1979 (vydavatelství Bearsville Records) a jeho producentem byl Del Newman. Deska obsahovala hitovou píseň „Just When I Needed You Most“, která se jako singl umístila v různých hitparádách, včetně Billboard Hot 100 (čtvrté místo). Později vydal řadu dalších alb. Zemřel v Seattlu ve věku 48 let, příčinou úmrtí byla leukemie.